# Thalamoporella parviavicularia
Thalamoporella parviavicularia is een mosdiertjessoort uit de familie van de Thalamoporellidae. De wetenschappelijke naam van de soort is voor het eerst geldig gepubliceerd in 1992 door Soule, Soule & Chaney.